# Egeria Farrum
Egeria Farrum is een vulkaan op de planeet Venus. Egeria Farrum werd in 1994 genoemd naar Egeria, een waternimf uit de Romeinse mythologie.
De vulkaan heeft een diameter van 40 kilometer en bevindt zich in het quadrangle Bereghinya Planitia (V-8).